# Michella & Louisa werken mee
Michella & Louisa werken mee is een Nederlands televisieprogramma dat uitgezonden werd door streamingdienst Videoland in opdracht van RTL Nederland en diende als een Videoland Original-serie. De presentatie van het programma was in handen van vriendinnen Michella Kox en Louisa Janssen.
Het programma toonde gelijkenissen met het televisieprogramma Joling & Gordon over de vloer van Tien.

## Format
In het programma gingen de twee presentatrices en tevens vriendinnen Michella Kox en Louisa Janssen iedere aflevering in verschillende branches voor een andere werkgever werken onder het mom van bijspringen met het grote personeelstekort. 
Voordat de twee dames vertrekken naar hun nieuwe werklocatie krijgen zij eerst een hint in de vorm van één woord. Hierna mogen zij een kist openen waar een voorwerp in zit wat het beroep vertegenwoordigt. Kort hierna wordt bekendgemaakt waar zij aan de slag moeten. 
Als de dames voor een nieuwe werkgever werken beoordeelt hij of zij hen op basis van drie punten die gelden voor hun rapport; deze drie punten zijn per locatie verschillend. Als zij van deze drie punten er twee goed hebben uitgevoerd of kunnen representeren, dan worden zij geschikt gevonden om op die werklocatie te kunnen werken. Het rapport met de bijbehorende uitslag wordt aan het einde van iedere aflevering besproken.

## Afleveringen
| Afl | Uitzenddatum     | Beroep                                            | Rapportuitslag |
| --- | ---------------- | ------------------------------------------------- | -------------- |
| 1   | 17 juli 2023     | Melkveehouder op een biologische melkveeboerderij | geschikt       |
| 2   | 24 juli 2023     | Verpleegkundige in een ouderenzorg-instelling     | geschikt       |
| 3   | 31 juli 2023     | Rioolreiniger                                     | ongeschikt     |
| 4   | 7 augustus 2023  | BOA-controleur en spoorreiniger bij HTM           | geschikt       |
| 5   | 14 augustus 2023 | Fabriekmedewerker bij Kesbeke                     | ongeschikt     |
| 6   | 21 augustus 2023 | Medewerker bediening in een truckerscafé          | ongeschikt     |

## Achtergrond

### Ontstaan
In januari 2023 zond Videoland een nieuw seizoen uit van het televisieprogramma Echte meisjes in de jungle, waarin Michella Kox en Louisa Janssen beiden als deelneemsters in te zien waren. De twee kregen veel positieve reacties aan hun deelname en de dynamiek die zij samen in de jungle hadden. Zo schreef televisierecensent Ruben Praster in Veronica Superguide: "Als RTL slim is, geven ze Louisa en Michella per direct een eigen programma".
Als reactie op de positieve reacties ontstond het idee voor een programma voor de twee. Het programma werd vervolgens op 12 april 2023 officieel aangekondigd onder de naam Michella & Louisa werken mee.

### Productie
Het programma wordt geproduceerd door Warner Bros. International Television Production Nederland onder regie van regisseuse Esther Haumersen. De opnames van het programma gingen kort na de programma-aankondiging van start en werden afgerond op 7 juni 2023. Het programma werd in een totaal van negen draaidagen opgenomen. Op 10 juli 2023 deelde Videoland de eerste beelden van het programma in een trailer. Michella & Louisa werken mee ging vervolgens op 17 juli 2023 in première op streamingdienst Videoland.
In maart 2024 kondigde Michella Kox aan dat zij niet meer samen wilde werken met Louisa Janssen; door het programma werden ze veelal als duo gezien en daar wilde Kox vanaf. Hierdoor keerde het programma niet terug voor een tweede seizoen.